# Ралко Марія Олександрівна
Ралко́ Марі́я Олекса́ндрівна (нар. 14 липня 1950 року, Київ) — українська художниця, член Національної спілки художників України (з 1989 року), Заслужений художник Української РСР (1990), народний художник України (1994), академік Української академії архітектури (1998).
Лауреат Державної премії України в галузі архітектури (1991), нагороджена Почесною відзнакою Президента України (1996).

## Біографія
Народилася в Києві. У 1975 році закінчила Київський державний художній інститут, педагог з фаху А. В. Добровольський. Працює в галузі монументально-декоративного мистецтва. Головний архітектор-художник ДП «Проектне бюро Державного управління справами» (з 1998).

## Основні твори
- Інтер'єри в Рівненському музичному драматичному театрі (1983).
- Інтер'єри в Палаці культури в м. Ровеньки Луганської області (1985).
- Реконструкція будівлі Національної опери України (оформлення інтер'єрів, у співавторстві, 1987).
- Станція метро «Золоті ворота» (оформлення інтер'єрів, у співавторстві, 1990).
- Реконструкція будівлі Палацу культури «Україна» (оформлення інтер'єрів, у співавторстві, 1996)
- Реконструкція будівлі Маріїнського палацу в Києві.

## Родина
- Чоловік: Адаменко Станіслав Михайлович (нар. 1949) — український художник, народний художник України (1994), академік Української академії архітектури (1998).

## Зображення

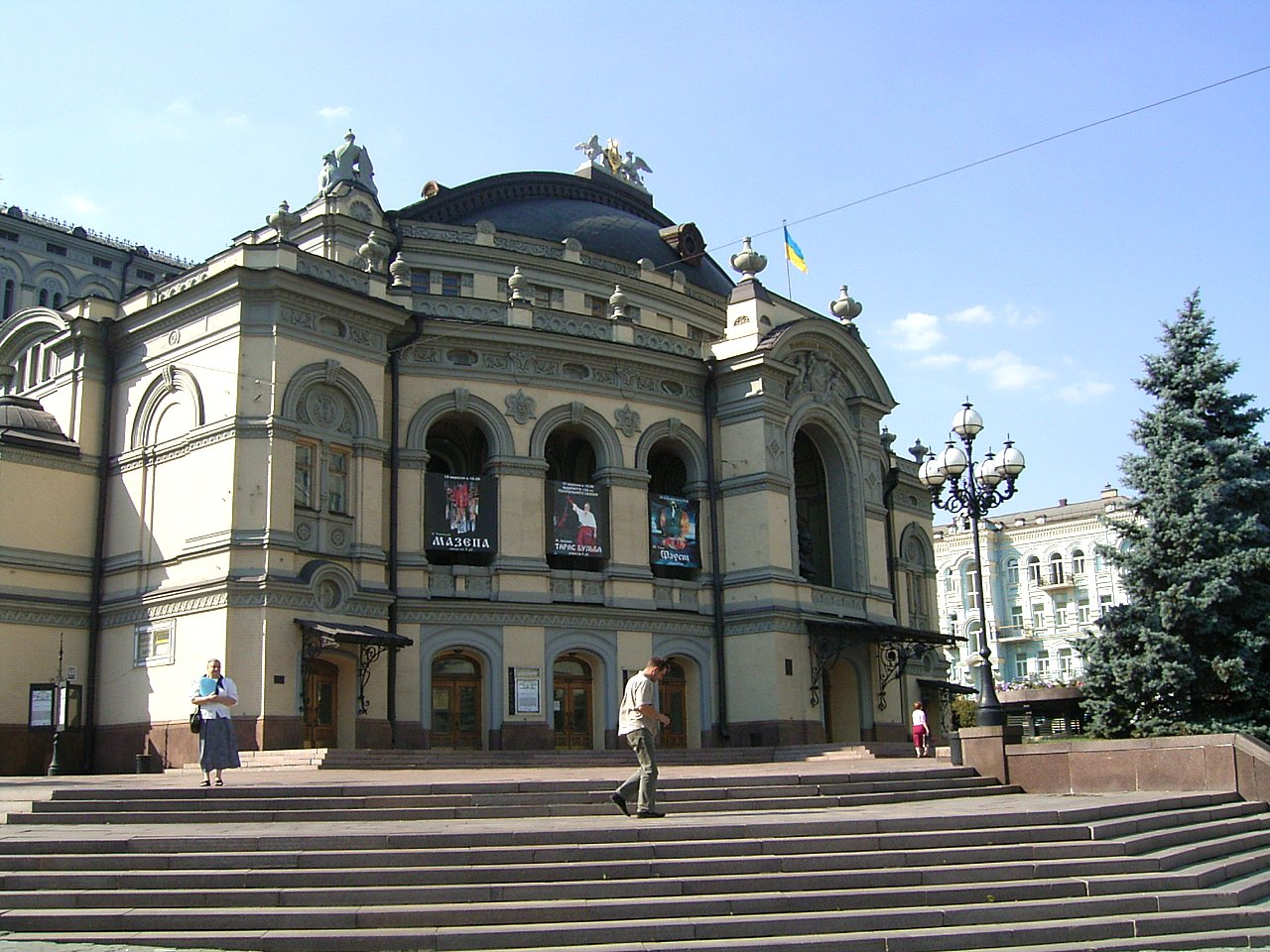
Національна опера України імені Тараса Шевченка
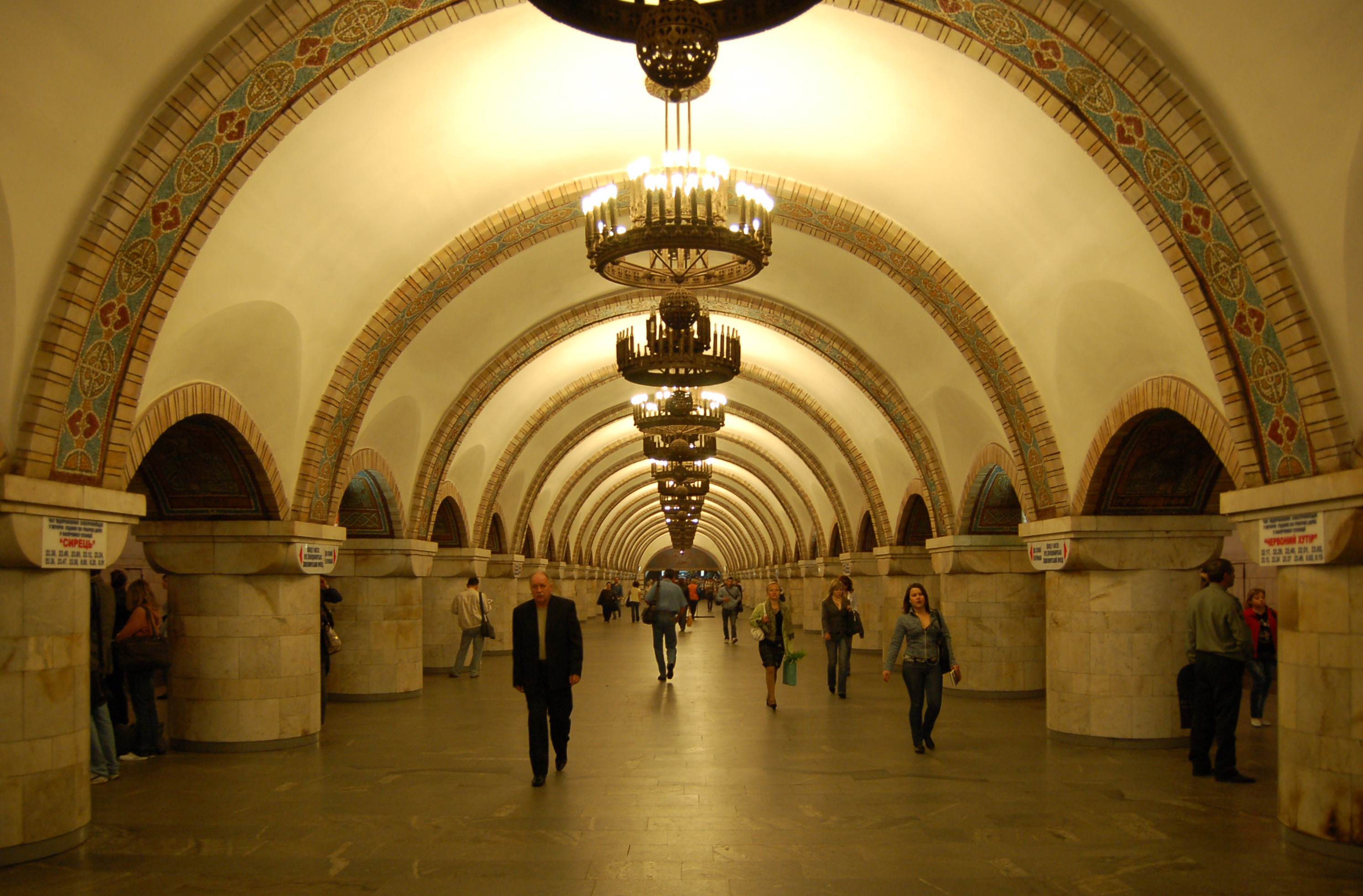
Станція метро «Золоті ворота»
Національний палац мистецтв «Україна»